# Ulana Łepska
Ulana Łepska (ur. 9 października 1991) – ukraińska lekkoatletka specjalizująca się w biegach sprinterskich.
Na mistrzostwach Europy juniorów w 2009 odpadła w eliminacjach biegu na 100 metrów. W 2011 podczas mistrzostw Europy młodzieżowców zdobyła złoty medal w biegu rozstawnym 4 x 100 metrów jednak medal ten został jej zabrany wskutek wykrycia u biegaczki środków dopingowych. Ukrainka została zdyskwalifikowana na okres 4 sierpnia 2011 do 3 sierpnia 2013. 
Rekordy życiowe: bieg na 60 metrów (hala) – 7,51 (27 stycznia 2011, Zaporoże); bieg na 100 metrów – 11,70 (30 maja 2011, Jałta).